# Pirateria nel Mar Baltico
La pirateria nel Mar Baltico fu attestata sin dai primordi dell'Epoca vichinga (790–1066) e proseguì sino a tutto il XV secolo.
In ragione della sua natura di Mare clausum, stretto tra lo Jutland a ovest, l'Europa continentale a sud e la Fennoscandia a nord ed est, e dell'importante attività commerciale (fond. ambra, schiavi, pellicce) che lo interessò sin dall'Età classica, il Baltico fu particolarmente suscettibile agli atti di pirateria. I dati relativi al fenomeno sono però scarsi sino alla c.d. Età del ferro germanica, quando l'Europa settentrionale, sino ad allora poco o nulla citata nella storiografia romana, balzò rapidamente agli onori della cronaca. Durante l'Alto Medioevo, abbondano invece le fonti che descrivono il Baltico come una frontiera selvaggia dell'Europa cristiana, ove popolazioni barbare e pagane (Norreni, Slavi, Balti e Finni) alternavano fiorenti commerci a sanguinosi atti di pirateria. La pirateria nel Mar Baltico, come la pirateria nel Mar Mediterraneo, fu infatti sempre pratica diffusa e condivisa tra le varie popolazioni che si affacciavano su quei lidi: non solo i celebri vichinghi ma anche i pirati slavi, balti o finni.
La scomparsa dei pirati dal Mar Baltico e, più in generale, l'evoluzione dei rapporti tra Danesi, Svedesi, Slavi, Balti, Finni ed i Tedeschi del Sacro Romano Impero verso moderne e stabili relazioni diplomatiche furono conseguenze dell'evoluzione socio-economica che interessò la macroregione a partire dal XII secolo: da una parte lo slancio tedesco alla conquista delle terre slave (v.si Ostsiedlung) e dall'altra la cristianizzazione violenta degli slavi e dei balti per tramite delle c.d. "Crociate del nord", poi culminate nella creazione dello Stato monastico dei Cavalieri Teutonici.
L'ultimo grande exploit piratesco nel Baltico si verificò al volgere del XIV secolo, quando la celebre confederazione pirata dei Vitalienbrüder profittò della contesa dinastica tra Alberto di Meclemburgo (r. 1364–1389), re di Svezia, e Margherita I di Danimarca al punto da mettere in seria crisi i proventi della potente Lega anseatica. La chiusura della contesa con la creazione per opera di Margherita della c.d. "Unione di Kalmar" e la contestuale eliminazione fisica dei Vitalienbrüder per mano dei Cavalieri teutonici debellò in modo significativo la pirateria dalle acque del Baltico.

## Contesto

### Il teatro delle operazioni

Il bacino idrografico del Mar Baltico.

Il Mar Baltico è un mare interno dell'Oceano Atlantico settentrionale e si trova nell'Europa nord-orientale, circondato dalla penisola scandinava, dalla terraferma dell'Europa centrale ed orientale e dalle isole danesi. Sfocia nel Kattegat e nel mare del Nord, passando attraverso le isole danesi in tre stretti: l'Øresund, il Piccolo Belt ed il Grande Belt. Sfociano in esso cinque grandi fiumi: l'Oder, la Vistola, il Njemen (o Nemunas), la Daugava (o Dvina Occidentale) e la Neva. Le coste tendono inoltre a ghiacciare d'inverno specie in occasione di eventi meteorologici particolarmente freddi.
Come ben descritto da Bjork nel suo Piracy in the Baltic del 1943, questo specchio d'acqua 377 000 km2 era ed è caratterizzato da «nidi d'isole che offrono insenature e secche, promontori, banchi di scogli ed alte scogliere, strutture [ideali] per appostarsi, per sorprendere, per attaccare e per fuggire.» Oltre a ciò, i sopracitati grandi fiumi che vi sfociano sono navigabili verso l'entroterra e presentano diverse regioni ad alta densità di laghi e lagune (es. la Terra dei laghi della Masuria, la laguna di Stettino, la laguna della Vistola, la laguna dei Curi), tutti elementi che facilitarono la locale marineria, sia lecita sia illecita.
All'epoca dei Romani, il Mar Baltico era conosciuto come "Mare Suebicum" o "Mare Sarmaticum". Tacito, nei suoi Agricola e Germania, del 98 d.C., descrisse il Mare Suebicum che prendeva il nome dalla tribù germanica dei Suebi. Invece, il nome "baltico" potrebbe essere connesso con l'isola nota in antichità, posta a queste latitudini e chiamata "Baltia", nominata da Plinio il Vecchio.

### Gli attori coinvolti
Norreni

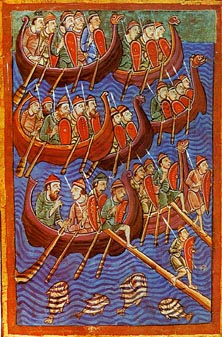
Le navi dei vichinghi danesi in rotta per l'Inghilterra - ill. in

I norrèni o nordici sono un gruppo etnolinguistico di popoli germanici che nel Medioevo abitavano la Scandinavia e parlavano la lingua norrena, lingua del ramo germanico settentrionale da cui discesero le moderne lingue scandinave. Dal VIII secolo in poi i norreni iniziarono una espansione che li portò in tutto il mondo, creando stati e insediamenti nelle Fær Øer, nel Regno Unito, in Irlanda, in Islanda, in Finlandia, in Russia, in Sicilia, in Italia meridionale, sull'isola di Terranova in Canada, in Groenlandia.
Il termine "norreni" è spesso assimilato al termine "vichinghi", sebbene quest'ultimo termine sarebbe specifico per quel ristretto gruppo di uomini liberi norreni, esploratori e guerrieri, che a bordo delle loro iconiche longship (i celeberrimi drekar/drakkar) navigavano per mare dedicandosi alla pirateria. A questo periodo della storia dell'Europa (generalmente racchiuso fra gli anni 793 e 1066) ci si riferisce normalmente con l'appellativo di "Epoca vichinga", termine menzionato per la prima volta nel poema anglosassone del IX secolo Widsith, nei versi 47, 59, 80, come "Wicinga".
Slavi

Le tribù slave occidentali tra IX e X secolo.

Gli slavi stanziati lungo le coste del Baltico, ove erano giunti a seguito della migrazione dalla loro madrepatria nel VII secolo, erano caratterizzati, al principio dell'Epoca vichinga, da un'agricoltura non molto sviluppata ed avevano pertanto un disperato bisogno di risorse poiché le isole secche erano le uniche coltivabili. Il lino era la coltura primaria, destinata a fornire fibra per la stoffa ed usato come forma di valuta. Unitamente a ciò, gli slavi difettavano di bestiame ma erano noti per i loro successi nell'apicoltura, vendendo miele e cera d'api ai tedeschi per l'uso nelle candele delle chiese e nei documenti di tenuta. Tramite questo commercio, gli slavi entrarono nel circuito monetario germanico. Il dettaglio delle informazioni sul commercio tra tedeschi e slavi restano però ad oggi sconosciute fino al IX secolo.
In un simile contesto di miseria, gli slavi ricorsero per forza di cose ad attività di brigantaggio e/o pirateria per garantirsi la sopravvivenza, profittando delle asperità della costa baltica che rendeva facile insediarvi roccaforti con sbocchi sul mare: es. v.si l'insediamento dei Rani nell'isola di Rügen. Entrarono allora in contatto con i vichinghi, danesi ma non solo, per i quali pirateria e commercio andavano di pari passo, ed allacciarono con essi delle certe, seppur difficilmente documentabili, relazioni operative/commerciali periodicamente inframezzate da scontri da varia portata. Un ruolo importante fu sicuramente giocato, in quest'ottica, dagli insediamenti norreni nel Baltico slavo: es. la semi-leggendaria fortezza di Jomsborg, nel delta dell'Oder, in Pomerania, attiva dal 960 al 1043.
Linguisticamente ed etnicamente, la corretta identificazione delle popolazioni slave attivamente coinvolte nella pirateria risulta abbastanza complessa. Per tutto il Medioevo e sin dai tempi dell'Impero romano, le popolazioni non-germaniche stanziate sul Baltico vennero genericamente chiamate "Venedi/Vendi". Nell'Alto medioevo, il termine passò ad indicare tutte le popolazioni slave che oggi linguisticamente raccogliamo nel gruppo dei c.d. "slavi occidentali" stanziate ad oriente del c.d. Limes Saxoniae, un confine non fortificato presumibilmente concordato con gli slavi Obodriti da Carlo Magno verso l'810/811, durante il suo ultimo soggiorno nel nord della Germania, ubicato nella parte occidentale dell'attuale Schleswig-Holstein. Sempre nel corso del IX secolo, tutte queste terre presero ad essere genericamente chiamate "Wendland" dai popoli germanici settentrionali. Chiare menzioni sui gruppi tribali e/o le federazioni di popoli slavi gravitanti sul Baltico datano al secolo successivo (Obodriti, Veleti, Rani) quando il territorio viene contestualmente interessato dal crescere dell'ingerenza del neonato Ducato di Polonia, slavo ma già cristiano, estesosi fino alla Pomerania, ma la generica menzione di Venedi/Vendi continua a persistere ed anzi si complica laddove "venedo" inizia ad essere utilizzato per indicare personaggi (non sempre chiaramente identificabili) di nazionalità polacca: es. il re venedo Burislav, probabilmente da identificarsi con Miecislao I di Polonia o suo figlio Boleslao I.
Balti e Finni

Le tribù baltiche al principio del XIII secolo.

Le sponde orientali del Baltico, al principio dell'Età vichinga, erano invece abitate dalle medesime popolazioni che vi si erano stanziate nel Neolitico: i Baltofinni (antenati di Estoni, Finlandesi e Sami) uralici e gli indoeuropei Balti (Lituani, Lettoni, Letgalli, ecc.). Seppur non caratterizzate da un'economia molto avanzata, queste lande prosperarono grazie al commercio dell'ambra (v.si "Via dell'Ambra") e ad un'agricoltura su vasta scala. I Balti, incuneatisi in un areale di laghi e paludi, prosperarono nel loro isolamento, mentre i Baltofinni si sostentarono per lungo tempo praticando l'allevamento semi-nomade. Nell'entroterra non mancarono ovviamente contatti, frequenti, forse al punto da generare ibridazioni, tra i Balti ed i Finni più meridionali come gli Estoni.
I contatti tra i norreni, fondamentalmente svedesi, i balti ed i baltofinni datano alla fase pre-vichinga della storia scandinava. Già al tempo dell'Era di Vendel (550−793), coloni e guerrieri dal Gotland costituirono un fiorente avamposto presso l'attuale Grobiņa, in Lettonia, almeno dal 650, il cui controllo finì con il divenire, nei secoli successi, l'obiettivo geopolitico dei primi potentati della regione. La precoce presenza norrena nel Baltico orientale, fino al Golfo di Finlandia, contribuì a diffondervi la pratica della marineria e, per conseguenza, della pirateria. Allo stato attuale della ricerca è poi da verificare quanto questa annosa presenza norrena abbia contribuito a diffondere tra i Finni, fond. gli Estoni, il ricorso alle fortezze di collina poi divenute motori di sviluppo socio-culturale per le prime comunità organizzate quei popoli (c.d. "kihelkond" et.).

## Storia

### Alto Medioevo

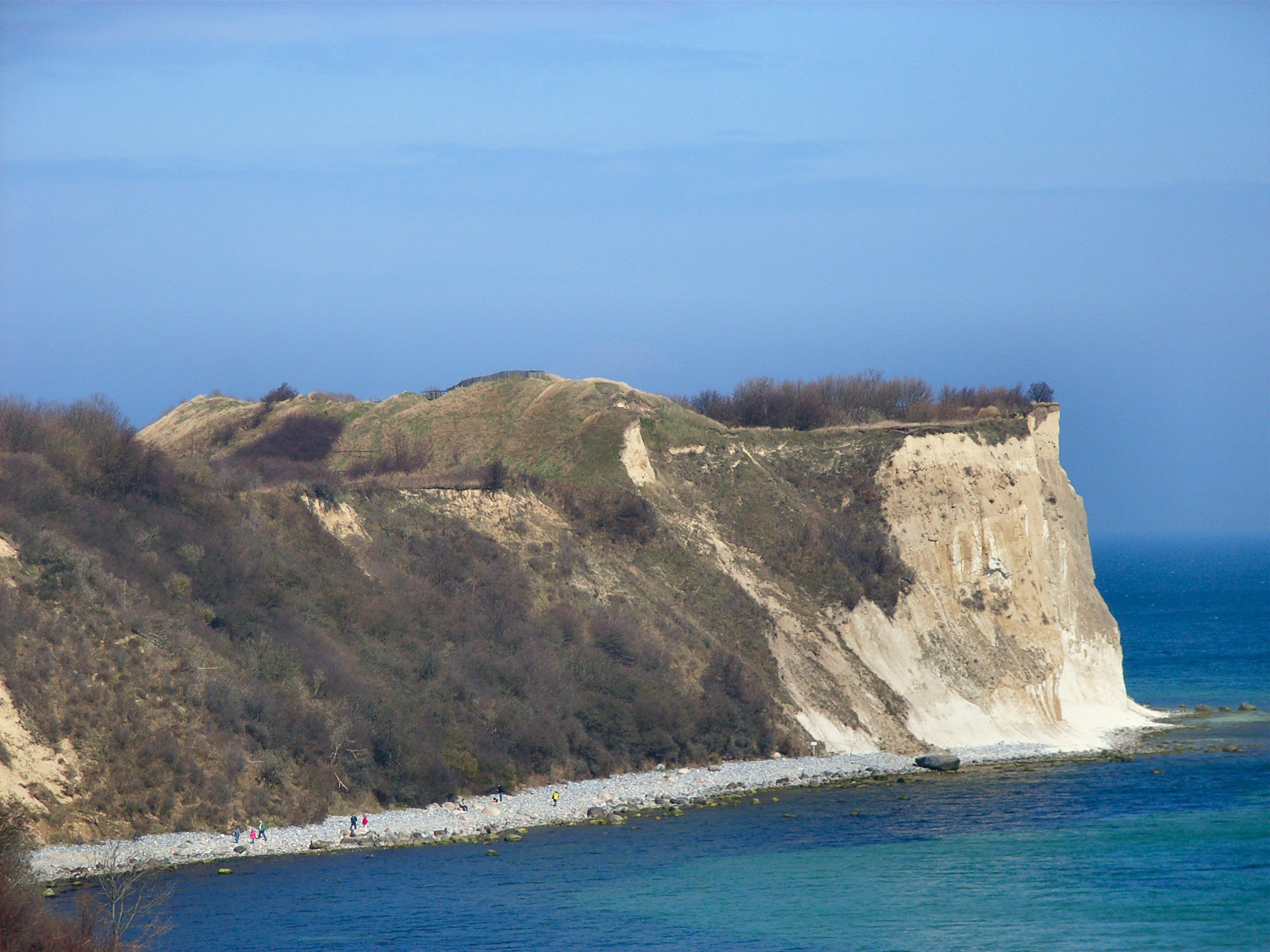
Capo Arkona, una delle roccaforti dei pirati pagani Rani a Rügen.

Il complesso rapporto di collaborazione/scontro tra Slavi, litoranei o continentali che fossero, Balti, Finni e Norreni, principalmente Danesi e Svedesi, fu preordinato da ovvie ragioni geopolitiche: in quanto mare clausum stretto tra le aree d'insediamento germanico-settentrionali, slavo-occidentali e balto-finniche, il Baltico non poteva che stimolare al contatto, violento o pacifico, i vari popoli che ne abitavano le rive. Nello specifico, i rapporti tra i danesi e gli slavi litoranei furono facilitati dal fiorente commercio che da Hollingstedt (Schleswig-Flensburgo) a ovest collega la Frisia e l'Occidente con Birka (Svezia), Wolin (Pomerania), Truso (presso l'attuale Elbląg, in Masuria), i porti del Baltico orientale (es. Riga) e quelli dell'entroterra russo (es. Staraja Ladoga, Novgorod, ecc.): un commercio che si fondava sia sulla navigazione marittima sia su quella fluviale. Posizionati a cavallo di quest'antica tratta, poi pienamente sviluppatasi nella c.d. "Via variago-greca" nel X secolo, i danesi ne fecero un prospero monopolio. Per parte loro, anche gli slavi baltici, fondamentalmente la federazione dei Venedi ma anche gli Obodriti, tentarono di ritagliarsi il loro monopolio nei grandi delta fluviali dell'area.
Dal 700 circa fiorì sulle coste baltiche dell'attuale Meclemburgo-Pomerania Anteriore l'emporio di Reric, fondato dagli Obodriti ma divenuto in Età vichinga un centro multi-etnico slavo-scandinavo. I danesi vi estesero ben presto la loro autorità, riscuotendovi tributi, sino a che l'emporio non fu razziato da re Göttrik (r. 804–810) nel 808, nel contesto delle scaramucce tra i danesi e Carlo Magno, che ne deportò la popolazione presso il "suo" emporio di Haithabu (Hedeby), la più grande città dei norreni. Negli anni successivi, mentre faceva erigere il Danevirke per proteggere le sue terre dall'esercito carolingio, Göttrik razziò le coste slave dei Veleti/Vilzi, sottomettendoli.

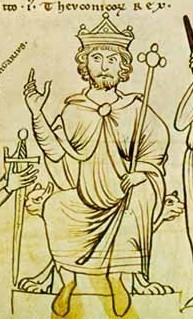
Ottone I di Sassonia - miniatura in

La zona di confine fra i territori cristiani del Sacro Romano Impero, sempre più caratterizzantesi come una realtà geo-politica germanica mentre il dominio carolingio di Francia cadeva nell'anarchia anche per colpa delle incursioni vichinghe, e le terre dei pagani era contrassegnata dell'espansione della potenza dal lato tedesco in contrasto con il decadimento di quello slavo e la mancanza (o incapacità) dei norreni, fond. Danesi, di costituire compagini statali solide o durature. Per i principi tedeschi era soprattutto importante la stabilità dei confini. Perciò essi sostennero la formazione di ampie signorie, sia nella Danimarca vichinga, ove Aroldo I di Danimarca (r. 933−986), primo sovrano del regno riunito, fu supportato dall'imperatore Ottone I di Sassonia (r. 962−973) che fu anche padrino al suo battesimo, sia nella zona slava, quali ad esempio quella dei Naconidi il cui capostipite, Nakon, fu sottomesso sempre da Ottone nella battaglia del Raxa (955).

Nei successivi due secoli, le fonti ci presentano i Venedi ancora sottomessi ai Danesi o comunque parte di una regione geopolitica governata dai danesi: v.si il sopracitato impegno nel Wendland di Aroldo I che si servì dei Venedi nella Battaglia di Hjörungavágr (c. 986). Questo non significa che i pirati non vichinghi (slavi, balti o finni che fossero) restarono inattivi: stando a Snorri Sturluson, venduto come schiavo dai pirati estoni fu Olaf Tryggvason, poi re di Norvegia (995-1000), la cui vita e le cui fortune non cessarono di legarsi alle popolazioni non-vichinghe del Baltico, non ultima la sua morte nella battaglia di Svolder nella quale era con buona probabilità accompagnato da un ciurma di predoni venedi; ampiamente citati nelle saghe (es. nella Njáls saga) e supportati da riscontri archeologici furono gli scontri tra i vichinghi, i pirati balti Osiliani della grande isola di Saaremaa (sv. Ösel; da. Øsel), nel Golfo di Riga, e le coste continentali di quella che sarebbe poi stata chiamata Livonia; ecc.

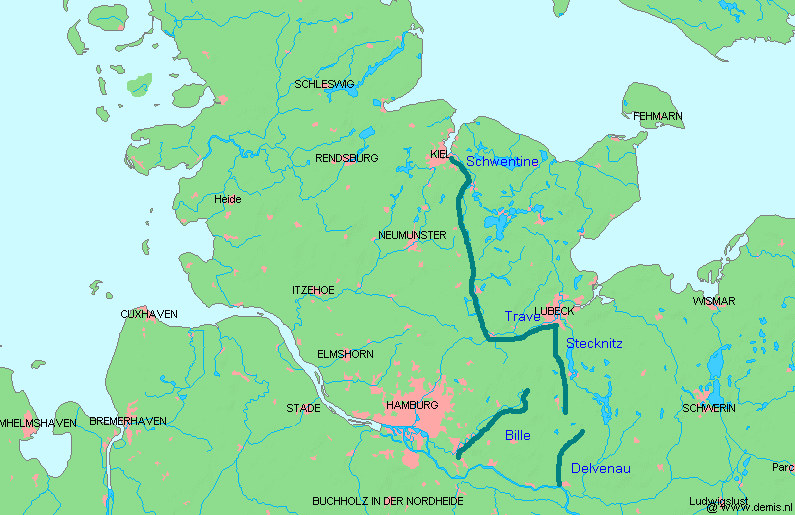
Limes Saxoniae.

La riuscita Rivolta slava del 983 contro Ottone II (r. 973−983), allora impegnato a combattere nell'Italia meridionale contro l'Emirato di Sicilia, guidata da Veleti ed Obodriti (supportati da Aroldo di Danimarca, a sua volta infruttuosamente sollevatosi contro i Sassoni dopo la morte di Ottone I e che sarebbe morto proprio a Jomsborg, in territorio slavo nel 986) bloccò però la penetrazione tedesca dell'Europa centrale ed orientale per i successivi due secoli, costringendo l'Impero ad una politica limitanea di mero contenimento delle potenziali minacce.
L'attività missionaria in questi territori, già avviatasi al tempo dei Carolingi, passò allora in secondo piano, laddove invece il cristianesimo andava, lentamente ma metodicamente, prendendo piede in Scandinavia. Addirittura, la rivolta del 983 privò alcuni vescovi ottoniani di fresca creazione (es. il vescovo di Brandeburgo e quello di Havelberg) della loro sede, facendone dei vescovi titolari senza diocesi perennemente ospiti della corte del re.
Dalle ceneri del regno di Tryggvason emerse dominante Sweyn I di Danimarca (r. 986−1014) che creò un dominio danese del Mare del Nord comprendente, oltre a diverse parti della Scandinavia, anche l'Inghilterra. Nel dominio fattuale venutosi a creare, il c.d. Impero del Mare del Nord, il Baltico era una delle marche di confine ed i suoi pirati, slavi e/o balti che fossero, uno dei problemi da gestire. Canuto il Grande (r. 1016−1035), figlio di Sweyn, vero creatore dell'impero, fu impegnato a contenere la minaccia dei pirati venedi ma la sua morte nel 1035 mandò in frantumi l'unità dell'impero norreno e permise agli slavi di rialzare la testa, profittando delle contese tra gli eredi del defunto leader. Magnus il Buono di Norvegia (r. 1035−1047), utilizzando l'accordo che aveva stretto con Canuto II (r. 1035−1042) nel 1040, prese il controllo della Danimarca e, nel consolidarvi il suo potere, fermò un'invasione dei Venedi nella battaglia della brughiera di Lyrskov (1043) iniziata poco dopo la distruzione ad opera sua di Jomsborg e della vicina città slava di Jumne/Wolin. Secondo Saxo Grammaticus, il titolo "Buono" di Magnus fu appunto dovuto al gran numero di Venedi da lui uccisi.
Contestualmente, nelle terre ad oriente del Baltico, andava sempre più strutturandosi la compagine statale slavo-scandinava della Rus' di Kiev che, al netto delle nebbie che ancora oggi ne velano le origini, con il principe Vladimir (r. 978−1015), divenne un'entità politica a tutti gli effetti, abbracciò il cristianesimo di rito greco (entrando quindi ufficialmente nell'areale geopolitico dell'Impero bizantino) e raggiunse le coste baltiche con la sottomissione degli Jatvingi, stanziati in Sudovia e Dainava, nell'anno 983, come riportato nella Cronaca degli anni passati. Il figlio di Vladimir, Jaroslav (r. 1016−1054), consolidò la presenza russa in Estonia conquistando l'importante centro fluviale di Tartu nel 1030. L'arrivo della Rus' nelle terre baltiche non ebbe effetti immediati (es. la presa russa su Tartu, al netto della crescente importanza commerciale della città, fu altalenante nei decenni immediatamente successivi) ma gettò i semi di successivi sviluppi. I costanti rapporti, inizialmente molto collaborativi, tra i Rus' ed i Norreni contribuirono ad infittire la rete geopolitica baltica: es. Magnus il Buono di Norvegia era nato e cresciuto a Kiev.
Un altro effetto della costante tensione tra slavi, balti, finni e norreni fu che i tedeschi, specialmente sassoni e franconi, presero a combattere per il possesso dei fiumi per i quali gli slavi baltici stavano originariamente combattendo, innescando cioè la prima aggressione della "frontiera slava" da parte dei cittadini del Sacro Romano Impero.

### Basso Medioevo

#### Considerazioni preliminari
La scomparsa dei pirati dal Mar Baltico e, più in generale, l'evoluzione dei rapporti tra Danesi, Svedesi, Tedeschi, Slavi, Balti e Finni verso moderne e stabili relazioni diplomatiche furono conseguenze dell'evoluzione socio-economica che interessò la macroregione a partire dal XII secolo. Ancora per tutto l'XI secolo, infatti, al netto dei complessi giochi di potere tra i sovrani norreni che andavano costruendo regni cristiani in Scandinavia ed i potentati slavi e balti nelle terre ancora pagane, la pirateria continuava ad interessare tutto l'areale: es. Adamo da Brema, nel suo Gesta Hammaburgensis ecclesiae pontificum, descrisse le isole danesi di Sprogø e Helsingør come covi di pirati.
Le crociate del nord

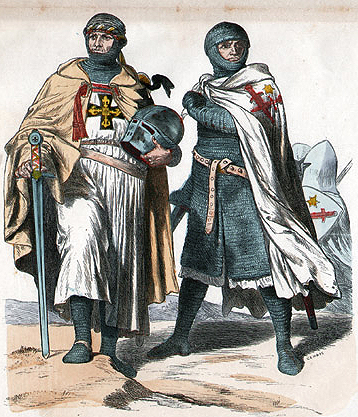
Un cavaliere teutonico (sx) e un cavaliere portaspada (dx) - ill. in Münchener Bilderbogen, file n. 733.
Grazie ai cronisti di questi due ordini religiosi cavallereschi, impegnati nella Crociate del nord, ci sono pervenute le informazioni sui destini dei pirati baltici bassomedievali.

Il successo della Prima crociata (1096–1099) condusse un rafforzamento della propaganda ed a una consapevolezza della propria superiorità da parte della Chiesa cattolica e della comunità cristiana nei confronti delle comunità pagane che si caricò da allora anche d'una tinta di revanscismo. Questa superiorità spirituale era in contrasto con il comportamento incerto nelle zone di confine della Cristianitas, quali la Spagna e le marche orientali del Sacro Romano Impero. Dall'altra parte la zona di confine poteva riprendersi con un periodo di pace, cosicché si ebbe un incremento della popolazione, come si poteva osservare nello spazio occidentale e centrale dell'Europa nell'XI secolo. Si avvertì una maggiore necessità di nuovi insediamenti e domini. In parte vennero anche convinti contadini provenienti da alte regioni, come ad esempio dai Paesi Bassi, ad insediarsi come coloni in terre pagane, al fine di sviluppare economicamente la zona (v.si Ostsiedlung nel seguito). Si dovette però attendere sino agli anni della Seconda crociata (1147–1150) prima che i semi dell'ideale crociato dessero frutti sul Baltico.
Va inoltre considerato che, nel XII secolo, i popoli negli odierni Paesi baltici finirono inoltre per originare una sorta di terra cuscinetto tra la Chiesa ortodossa a est, rappresentata dalla Rus' di Kiev, e la Chiesa cattolica a ovest, promossa dal Sacro Romano Impero e dai regni scandinavi di Danimarca e Svezia. Le divergenze teologiche figuravano tra i motivi per cui non erano ancora stati convertiti in modo efficace. Ci furono tentativi pacifici da parte di alcuni cattolici di convertire gli estoni, a partire dalle missioni inviate da Adalberto, arcivescovo di Brema (1045–1072) e cronista dei fatti di quegli anni, ma quest'opera missionaria sortì un effetto limitato e contenuto dal punto di vista numerico.
Presso i pagani del Baltico si rafforzò nel contempo l'identificazione del cristianesimo con la schiavitù e la dominazione straniera, con l'ovvia conseguenza che l'attività missionaria di conversione fu fortemente ostacolata dal risentimento delle genti indigene. Proprio la necessità di fornire costante supporto armato ai missionari cattolici attivi nel Baltico avrebbe spinto Alberto, il primo vescovo di Riga, a fondare nel 1202 ordine monastico militare dei Cavalieri portaspada (de. Schwertbrüderorden; lat. Fratres militiae Christi de Livonia).
Ostsiedlung
Il sacro romano imperatore Lotario di Supplimburgo (r. 1133–1137) diede nuovo impulso all'espansione germanica verso est, infeudando di territori orientali dei baroni tedeschi: (i) gli Schauenburg (Adolfo di Schauenburg) nella Contea di Holstein (1110); (ii) i Wettin (Corrado di Wettin) nella Marca di Meißen (1123) e nella Marca di Lusazia (1136); e (iii)  gli Ascani (Alberto l'Orso conte di Ballenstedt, dal 1150 margravio del Brandeburgo) nella Marca del Nord (Antica Marca, 1134). Si mantennero comunque stabili i rapporti con i Naconidi fino a quanto, nel 1127, la morte di Enrico dell'Antica Lubecca, che aveva più volte affrontato i pirati Rani anche con il supporto sassone, mise in crisi la dinastia ed innescò un mutamento radicale della politica slava delle signorie vicine: v.si il sacco da parte dei Rani dell'Antica Lubecca. Il mutamento finale nella politica dei principi tedeschi avvenne nel 1137, con la caduta degli Obodriti nella zona di Bad Segeberg. Cionondimeno vi furono ancora legami fra i vicini diretti più importanti: il principe obodrita Niklot e il conte di Holstein Adolfo II di Schaumburg, così come tra il principe degli Evelli Pribislavo di Brandeburgo ed Alberto l'Orso.

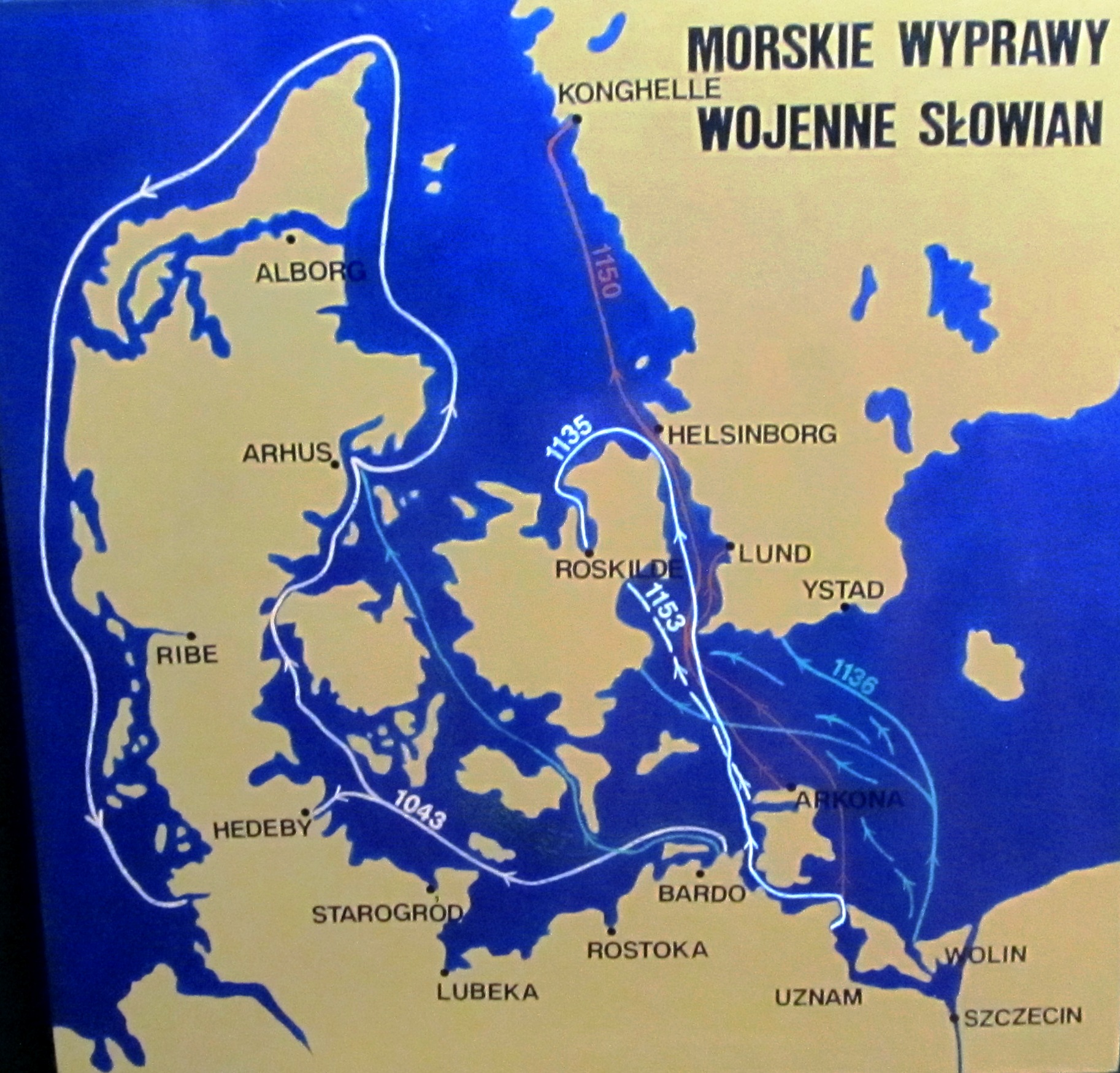
Mappa delle spedizioni pirata slave in Scandinavia a metà del XII secolo.

La spinta espansionistica tedesca fu supportata dalla ripresa agricola dell'XI secolo (sistema della rotazione triennale; aumento della cerealicoltura; coltura intensiva; mulini ad acqua e mulini a vento) che portò all'aumento delle colture per unità di superficie, all'aumento assoluto del totale delle terre coltivate grazie al disboscamento. Come conseguenza, si verificò un eccezionale incremento delle nascite e, in generale, l'aumento di tutta la popolazione. I villaggi si ingrandirono e si infittirono, assumendo la forma di agglomerati compatti; anche le città aumentarono di numero e di estensione e intensificarono la loro vita economica: tra le prime conseguenze della maggiore importanza dei centri urbani, un forte aumento dei prezzi dei prodotti agricoli. Feudatari tedeschi e principi slavi, nonché i nobili locali e l'alto clero, favorirono l'insediamento di coloni tedeschi in Pomerania, Polonia, Slesia, Boemia, Moravia e Meclemburgo, tutte regioni destinate grazie a ciò a un grande sviluppo agricolo.

#### La crociata dei Venedi
Fu fra la Dieta imperiale di Spira del dicembre 1146 e quella di Francoforte di metà marzo del 1147 che maturò la concreta idea d'una crociata "tedesca" contro i pagani del Baltico, nei confronti dei quali il clero magdenburghese lanciava strali ultorii dal principio del secolo. A Spira, l'imperatore Corrado III di Svevia (r. 1138–1152) rese nota la sua partecipazione alla Seconda crociata e, pertanto, a Francoforte si definì la gestione dell'Impero in vista di tale impresa ma vi si trattò anche del possibile coinvolgimento di un "bersaglio slavo", i pagani Venedi, per la spedizione crociata. I principi sassoni, soprattutto Alberto l'Orso e Enrico il Leone, nuovo duca di Sassonia, si rifiutarono infatti di combattere pagani in Palestina con la minaccia degli slavi alle porte e, supportati da alcuni entusiasti ecclesiastici, tra cui Bernardo di Chiaravalle, perorarono la crociata in territorio baltico. Le razzie effettuate dall'odobrita Niklot ai danni dei coloni tedeschi in Wagria forzarono la mano dei crociati che furono costretti ad intervenire: Enrico il Leone puntò verso il centro odobrita di Dobin am See mentre Alberto l'Orso su quello liutico di Demmin. Gli scontri non furono risolutivi: Niklot s'affidò per quanto possibile alla guerriglia tra gli aviti territori paludosi; i contingenti danesi al seguito di Enrico il Leone furono distratti dagli attacchi dei pirati Rani; i Sassoni si contentarono di riconfermare il loro controllo su Wagria e Polabia e delle promesse di Niklot di battezzare la sua gente; la posizione di Ratibor I di Pomerania, già impegnato in saccheggi ai danni dei danesi (v.si seguito) restò incerta.

#### Le crociate degli Scandinavi
Nel trentennio a cavallo della crociata tedesca contro i Venedi, i sovrani scandinavi non rimasero inoperosi, principalmente a causa della sistematica pressione di flotte pirata, sia slave sia balto-finniche, sulle coste dei domini danesi e svedesi.
Sin dal 1129-1130, i danesi di re Niels di Danimarca (r. 1104–1134), supportati dal granduca Boleslao III di Polonia, avevano attaccato le basi dei pirati di Vartislao I di Pomerania sulle isole di Wolin e Usedom, nella laguna di Stettino. Nel 1135, la flotta pirata del sopracitato Ratibor di Pomerania, fratello e successore di Vartislao, aveva saccheggiato la città danese di Kungahälla (oggi in Svezia), devastandola e vendendone gli abitanti come schiavi nei mercati meclemburghesi. L'anno dopo (1136), Eric II di Danimarca (r. 1134–1137) varò pertanto una sua personale crociata contro i Venedi (fossero essi effettivamente pagani o no): anzitutto mosse contro i Rani a Rügen, conquistò Capo Arkona e costrinse i pagani ad accettare il cristianesimo, poi sconfisse in acque danesi la flotta di Ratibor che aveva da poco saccheggiato anche Roskilde. L'immediatamente successiva guerra civile (1139-1141) tra gli eredi di Eric, Eric III e Olaf Haraldsen, seguita poi da una seconda guerra civile tra gli eredi di Eric III, permise però ai Venedi di riprendersi e di contrattaccare, saccheggiando la costa danese oltre alle marche di confine germaniche come discusso poc'anzi.
Agli anni 1150 daterebbe invece la Prima crociata svedese, condotta da Eric IX di Svezia (r. 1150–1160) e dal vescovo Enrico di Uppsala in un punto non precisato della Fennoscandia pagana anche se, molto più probabilmente, si sarebbe trattato di un atto di vera e propria pirateria svedese ai danni di navi della Repubblica di Novgorod, come riportato nella Prima Cronaca di Novgorod.

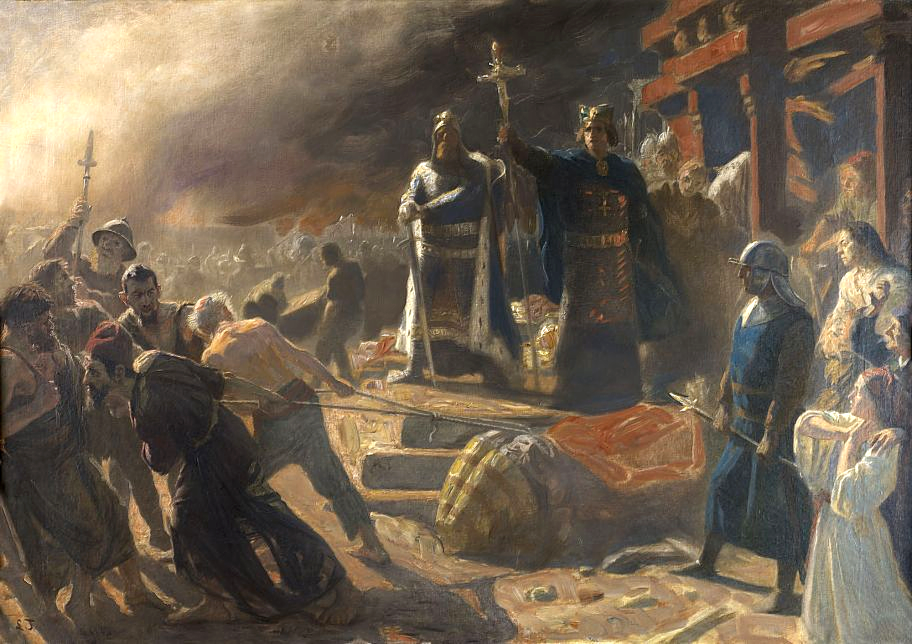
Il vescovo Absalon distrugge gli idoli di Svetovit ad Arkona nel 1169.

Il lungo regno di Valdemaro I (1157–1182), uscito vincitore dalla contesa per il trono danese, garantì al paese la stabilità necessaria per pacificare il Baltico. Supportato e sobillato dall'amico e consigliere Absalon (1128–1201), vescovo di Roskilde dal 1158, il re patrocinò e guidò numerose spedizioni contro i Venedi. La prima, nel 1160, fu guidata dal vescovo in persona, mentre i sassoni, nuovamente alleatisi con i danesi, uccidevano Niklot nella sua roccaforte di Burg Werle. Dal 1164, le spedizioni crociate nei territori slavi pagani divennero una costante. Nel 1167, Absalon fece erigere una fortezza sulla piccola isola di Slotsholmen (oggi sede del Palazzo di Christiansborg), per difendere il centro abitato che sarebbe divenuto Copenaghen dai Venedi. Nel 1168 la roccaforte dei pirati Rani di Arkona fu conquistata da Valdemaro e definitivamente annessa ai domini della corona. Nel 1170 i Venedi, supportati da Boghislao I e Casimiro I di Pomerania, affrontarono Valdemaro ed Ascalon nella battaglia navale del ponte di Julin, presso la foce dell'Oder, ma furono sconfitti.
Nel 1175 i danesi costruirono il castello di Vordingborg, una fortezza litoranea che fungesse da piazzaforte per le operazioni nel Baltico, ove il problema della pirateria rimaneva pressante: già nel 1171, papa Alessandro III aveva scritto al vescovo di Uppsala esortandolo ad organizzar crociate ma, molto probabilmente quale ritorsione, nel 1187 le coste scandinave furono saccheggiate da pirati, ancor oggi non è chiaro se curi, estoni o careliani, che devastarono l'importante emporio svedese di Sigtuna e vi uccisero il vescovo di Uppsala, Jānis; il danese Esbern Snare menzionò, nel suo discorso della festa di Natale del medesimo anno, una grande vittoria dei pagani finlandesi; la Cronaca di Enrico di Livonia menziona una flotta pirata di Saarema (16 navi e 500 uomini) attiva lungo le coste svedesi sotto controllo danese; ecc. Le terre pagane del Baltico Orientale costituivano poi una costante tensione geopolitica nella regione perché papabili di conquista per le tre grandi potenze egemoniche della zona: i Danesi, gli Svedesi e i Russi.

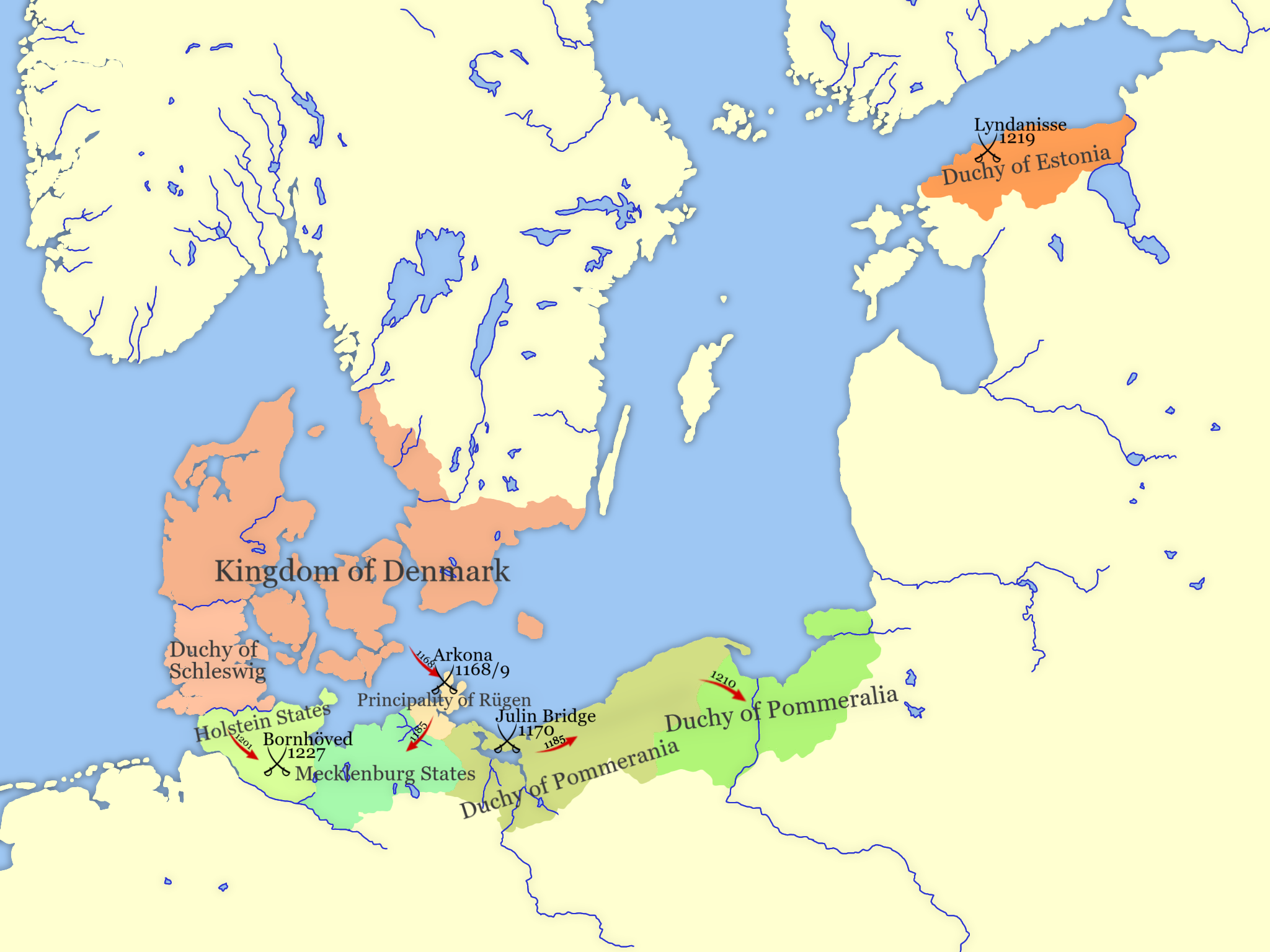
Estensione dei domini danesi nel 1220, regnante Valdemaro II.

Il figlio di Valdemaro, Canuto VI (r. 1182–1202), risolse la contesa con i Venedi prima respingendo un'invasione del redivivo Boghislao, sobillato dal Barbarossa (r. 1155–1190), nel 1184 e poi attaccando e sottomettendo la Pomerania (1185), guadagnando alla Corona di Danimarca anche il titolo di Re dei Venedi (da. Vendernes Konge, lat. Rex Sclavaorum, lett. "Re delle genti slave del nord"). Pacificati così i confini (e le coste) meridionali del regno, Canuto si volse ad est, rafforzando la sua influenza e le sue spedizioni marittime alle coste baltiche orientali.
Nel 1195, papa Celestino III (1191–1198) lanciò ufficialmente la crociata contro i pagani del Baltico. L'anno dopo (1196), lo Jarl Birger Brosa dei Folkung di Svezia guidò una sua personale crociata nelle terre estoni di Kursa e Viruzemi, mentre nel 1197 fu Canuto VI di Danimarca a sbarcare i vessilli crociati in Estonia. Nel 1198, praticamente in letto di morte, papa Celestino III promosse la costituzione di una flotta crociata per proteggere gli avamposti cristiani nel baltico, direttiva poi implementata dal successore, papa Innocenzo III (1198–1216) che inviò anche in Livonia una forza "pontificia" al comando del vescovo Bertoldo di Hannover poi spacciata dai pagani. Per vendicare la morte di Bertoldo, Innocenzo III varò ufficialmente la c.d. "Crociata livoniana" (v. seguito).

#### La crociata livoniana

La Livonia nel 1260.
Con l'occupazione crociata delle sponde baltiche, il ricorso alla pirateria da parte degli indigeni (pagani e non) si poté considerare debellato.

Nel 1200, il sopracitato Alberto di Buxthoeven, nominato vescovo di Livonia da suo zio, l'arcivescovo Arduico II di Brema, sbarcò a Riga con 23 navi e 500 crociati provenienti dalla Westfalia ed occupò l'antico porto. L'anno dopo (1201), Alberto costrinse gli indigeni ad accettare il cristianesimo e fondò ufficialmente il vescovado, poi si garantì supporto militare permanente fondando l'ordine dei Portaspada, ai cui membri garantì feudi come ricompensa per i servigi prestati. Posizionata in un luogo geograficamente favorevole per i commerci e gli spostamenti dei guerrieri nel Golfo di Livonia, Riga assunse sin da subito una rilevanza strategica. Coordinando i Portaspada, i miliziani di Riga ed i crociati tedeschi, Alberto riuscì rapidamente a pacificare le coste del Golfo ed a spostarsi verso l'entroterra, sottomettendo i Letgalli entro il 1210, e gettando così le basi della c.d. "Terra Mariana". La costa livoniana era però ancora tutt'altro che sicura se in quel medesimo anno i Curi diedero, infruttuosamente, l'assalto a Riga.
A nord del Golfo di Riga, aveva preso nel frattempo ad operare il fratello ed erede di Canuto VI di Danimarca, Valdemaro II (r. 1202–1241): nel 1206 aveva attaccato la roccaforte pirata di Saaremaa, fallendo però nel tentativo di stabilirvi una testa di ponte, mantenendo poi i pagani della costa, impegnati a saccheggiare gli avamposti tedeschi in Lettonia, sotto pressione. Il ruolo del re danese era allora preminente quale "signore delle rotte baltiche": dal 1203 controllava il porto di Lubecca, nevralgico nello spostamento di truppe e risorse per i crociati, e lo stesso aveva fatto con il porto di Amburgo. Il controllo esercitato da Valdemaro su questi scali e le loro coste era parzialmente dovuto ad occupazioni più o meno stabili e in parte frutto del vecchio approccio piratesco già dei vichinghi danesi che il cattolico re di Danimarca non disdegnava replicare. Accordatosi con i Portaspada, a loro volta reduci da un fallimentare attacco su Saarema nel 1216, Valdemaro II guidò una forza dano-tedesca contro gli Estoni di Revala, sconfiggendoli nella battaglia di Lyndanisse (1219) e fondando sulle coste meridionali del Golfo di Finlandia il Ducato di Estonia presidiato dal castello di Toompea nell'attuale Tallinn e nuovo, strategico scalo per la sua flotta.
Gli Svedesi non restarono per parte loro inoperosi. Sulla scia dei successi danesi, nel 1220, Jarl Karl Döve, fratello del defunto Birger Brosa, portò in Estonia i vessilli del giovane re Giovanni I (r. 1216–1222), in una campagna per la cristianizzazione del distretto di Ridala (i.e. la costa prospiciente Saaremaa), la c.d. "Seconda crociata svedese", che fallì miseramente quando, nella battaglia di Lihula, gli Osiliani uccisero circa 500 svedesi, tra cui lo Jarl Karl e il vescovo di Linköping: una sconfitta tanto bruciante da dissuadere la Svezia da avventure estoni per tre secoli.

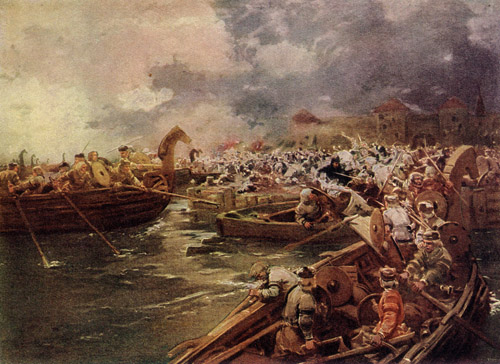
L'infruttuoso assedio di Riga del 1210 condotto dai Curi contro i crociati - olio su tela di V. Vimba.

Nel 1222, le forze danesi tornarono a Saaremaa partendo da Tallinn e vi fondarono un avamposto stabile dal quale furono però scacciati dagli Osiliani. Valdemaro II consumò negli anni successivi ingenti forze in un'infruttuosa contesa con il Sacro Romano Impero (1222–1227), che tra le altre cose spianò la strada allo sviluppo della Lega anseatica, culminata nella sua disastrosa sconfitta a Bornhöved nel 1227, anno in cui furono i Portaspada ad impossessarsi definitivamente di Saaremaa. Mentre la spinta verso l'entroterra livoniano proseguiva, il ruolo cardine giocato dai Danesi nella pacificazione delle coste strappate ai pagani costrinse però gli altri attori in gioco ad accettare il dominio di Valdemaro sull'Estonia, specialmente quanto, nel 1228, i Curi, supportati dai Semigalli, tornarono ad assaltare Riga ed espugnarono il monastero di Daugavgrīva sul delta della Daugava.
Con la morte dell'arcivescovo Alberto nel 1229, papa Gregorio IX (1227–1241) aveva perso il suo uomo di punta sul Baltico ed a poco giovò l'operato dei vari legati apostolici che Roma inviò nel teatro crociato settentrionale. Maggiori risultati garantirono al Papato gli ordini monastico-cavallereschi. Nel 1234, infatti, un secondo ordine monastico germanico, i Cavalieri teutonici, s'era affacciato sul Baltico, occupando la Pomesania e giungendo così sulla Laguna della Vistola. Nel 1237, a seguito della disastrosa sconfitta riportata nella battaglia di Šiauliai, i Portaspada confluirono nell'Ordine teutonico con il nuovo nome di Ordine di Livonia. Entro il 1252, i Teutonici, costantemente supportati da rinforzi crociati (non solo tedeschi) e coloni germanici, avevano sottomesso le coste baltiche da Danzica alla sponda nord della laguna dei Curi, ove eressero, presso l'attuale Klaipėda, il castello di Memel. L'anno dopo (1253), l'Ordine di Livonia eresse il castello di Grobiņa, in Curlandia, per mettere in sicurezza la via litoranea tra Livonia e Prussia.
A partire dagli anni 1240, le operazioni degli Scandinavi nel Baltico orientale avevano perso di slancio. Gli Svedesi avevano varato la loro terza crociata puntando alla Finlandia meridionale (Hämi), ora guidati da un altro Folkung, Birger Magnusson, che si conclusero però con la loro sconfitto nella battaglia della Neva ad opera dei Russi di Novgorod, risoluti all'alleanza con i pagani baltofinni pur di circoscrivere l'ingerenza cattolica nei loro traffici. La Danimarca precipitò invece in uno stato di crisi che si sarebbe protratto per quasi un secolo alla morte di Valdemaro II nel 1241.
Nel corso degli anni 1250, mentre la crociata proseguiva grazie alla metodica avanzata via terra dei Teutonici, la pirateria era tornata un flagello nel Baltico tanto che Lubecca (svincolatasi dal controllo danese nel 1226) si legò a Wismar e Rostock con un patto (de. bund) che più tardi svilupperà nella Lega anseatica vera e propria proprio allo scopo di tutelarsi mutualmente contro i pirati. La gravità di tale minaccia era enfatizzata dal fatto che le città, consce della necessità di soldati capaci all'uopo, ricorsero a mercenari da imbarcarsi sulle navi.
Nel 1260, la sconfitta inferta dai Samogiti a Teutonici e Livoniani nella battaglia di Durbe mise ulteriormente a rischio il controllo crociato sulle coste lettoni. L'anno dopo (1261), gli Osiliani di Saarema insorsero, massacrando i coloni tedeschi sull'isola, ma furono sedati dai Livoniani che poi ivi stabilirono un loro forte di presidio a Pöide. I Teutonici, per parte loro, dovettero concentrarsi nel sud a sedare la c.d. "Grande rivolta prussiana (1260-1274)". A seguito della precipitata situazione, Lubecca, Wismar e Rostock rafforzarono i loro accordi anti-pirateria nel 1264. L'Ordine di Livonia e gli uomini di Riga terminarono la sottomissione della Curlandia (e delle sue coste) entro il 1267. Nell'entroterra baltico restava però aperto il fronte dei Semigalli che, supportati dai Lituani del granduca Traidenis (r. 1270–1282), si riversarono sull'Estonia e nella battaglia di Karuse (1270), combattuta sui ghiacci del mare tra l'isola di Muhu e la costa, sconfissero pesantemente i Livoniani. Nel decennio 1270-1280, le forze crociate, eventualmente supportate dai Danesi, seppero però spostare il fronte verso le terre del Granducato Lituano che andava ormai configurandosi quale nuovo nemico pagano da abbattere. Nel corso del decennio 1280-1290, i crociati avviarono un'ampia campagna militare per sottomettere definitivamente le popolazioni baltiche e assicurarsi il controllo dei ricchi commerci locali oltre che di quelle terre. Malgrado alcune schermaglie su scala ridotta (nel 1286 i Semigalli fallirono l'ennesimo tentativo d'espugnare Riga), intorno al 1290 (anno convenzionalmente indicato come termine della Crociata livoniana) poteva dirsi in totale controllo cristiano una linea d'una dozzina di fortificazioni dislocate tra Dunaburg e Memel, mentre a sud si era formata una sorta di terra di nessuno.
Con la crociata livoniana al termine, l'insieme di costruzioni difensive dei Teutonici consentiva di disporre di una vasta testa di ponte da cui partire per spingersi verso il grande nemico pagano ancora rimasto, il Granducato di Lituania (v.si Crociata lituana). Sul Mar Baltico, invece, la crescente sinergia tra i Teutonici e la Lega anseatica, anzitutto la sempre più potente Lubecca, favorì la rapida trasformazione di antiche città marinare in fiorenti porti che avevano tutto l'interesse a dissuadere ed eradicare qualsiasi attività piratesca.

### Tardo Medioevo

#### Considerazioni preliminari
Dopo due secoli di grande sviluppo e prosperità nel continente europeo, il Trecento fu un secolo di rottura, con l'interruzione di fenomeni in crescita come lo sviluppo demografico, l'ampliamento e la fondazione di nuove città, lo straordinario aumento dei traffici in quantità e in qualità. Tale regresso fu anzitutto influenzato da una variazione del clima, l'avvio della c.d. "Piccola era glaciale, che chiuse bruscamente il c.d. "Periodo caldo medievale" che aveva promosso lo scioglimento dei ghiacci (es. permettendo la colonizzazione norrena della Groenlandia), la coltivazione della vite fin sopra Londra ed abbondanti raccolti facilitati da piogge scarse e regolari e tiepide primavere. La problematica esplose con la Grande carestia del 1315-1317 ed il conseguente ristagno economico cui seguirono le celebri Rivolte popolari del XIV secolo. Arrivò poi la pandemia del 1347 nota come "Peste nera" che in tre anni mieté un terzo della popolazione europea. Le città ne furono particolarmente colpite, causa il sovraffollamento, e la mortalità rapida ed estremamente elevata distrusse falcidiò l'economia, sia produttiva sia commerciale, con lunghi strascichi.
La Crisi del XIV secolo interessò anche il Baltico, anzitutto impattato dal cambiamento climatico che lo ghiacciò completamente almeno due volte, nel 1303 e nel 1306–1307, e ne rese i porti impraticabili causa ghiaccio anche negli inverni 1316–1317 e 1321–1322. La Grande Carestia vi ebbe un impatto altalenante: le propaggini più orientali dell'area ne furono colpite solo a livello di strascichi commerciali; i regni scandinavi di Danimarca e Svezia (come anche la Norvegia) soffrirono la fame anche in ragione del fatto che la contestuale crisi politico-militare generale della penisola dirottò verso l'esercito le scarse, preziosissime risorse; non si verificò, come invece accadde più a meridione, lo spopolamento delle campagne; le città del Baltico avevano poi dimensioni contenute (solo Lubecca aveva forse raggiunto i 15 000 abitanti nel 1300, seguita da Amburgo con soli 5000!), rispetto alle allora metropoli renane o fiamminghe, che permisero loro di ben gestire la sfida anche perché seppero profittare del declino dei grandi porti di Frisia. In generale, la Lega anseatica beneficiò della Crisi per l'aumento d'esportazioni di derrate alimentari (burro e stoccafisso) destinate alle affamate piazze dei paesi solitamente consumatori delle allora introvabili granaglie. In Estonia si verificò una delle più celebri rivolte popolari del periodo: la Rivolta della notte di San Giorgio (1343–1345), repressa nel sangue da Danesi e Teutonico-Livoniani, tramite la quale gli Estoni tentarono di liberarsi dei loro padroni stranieri e che vide nuovamente i pirati osiliani di Saarema ribellarsi ai dano-tedeschi e rinnegare il cristianesimo. La Peste giunse sul Baltico nel biennio 1349-1350, diffusa anzitutto proprio dalle navi della Lega anseatica, e di lì passò a Novgorod entro il 1352.

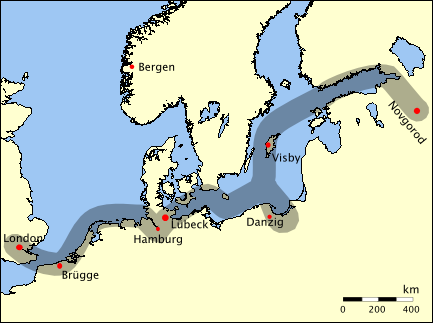
Le rotte commerciali anseatiche.

In un simile contesto è lecito supporre che la pirateria fosse tornata a far gagliardamente capolino nelle acque del Mar Baltico ma, almeno fino agli anni 1350, così non fu. Il crescente potere della Lega anseatica, nata proprio come associazione di mutuo soccorso anti-pirata, le cui rotte attraversavano in lungo e in largo il mare clausum, garantivano alle acque baltiche la presenza d'un deterrente sovra-nazionale per la pirateria. La fruttuosa sinergia tra la Hansa e Teutonico-Livoniani, ormai signori d'uno stato feudale che occupava quasi tutte le coste baltiche continentali (v.si Stato monastico dei Cavalieri Teutonici), concorse a garantire il potere, anche militare, dei mercanti tedeschi. Durante la prima metà del Trecento, diverse città anseatiche (fond. Rostock e Wismar) erano poi entrate nell'orbita politica del Casato di Meclemburgo (discendente degli antichi Odobriti) che, con Enrico II (1266–1329) e soprattutto suo figlio Alberto II "la Volpe" (1318–1379), seppe insinuarsi in profondità nelle linee genealogiche dei vari troni scandinavi.

#### Instabilità politica scandinava e rinascita della pirateria
Il riaffacciarsi della pirateria agli onori ed agli orrori della cronaca baltica trecentesca si legò ad una fase cruciale nella storia dei regni norreni di Danimarca, Norvegia e Svezia.

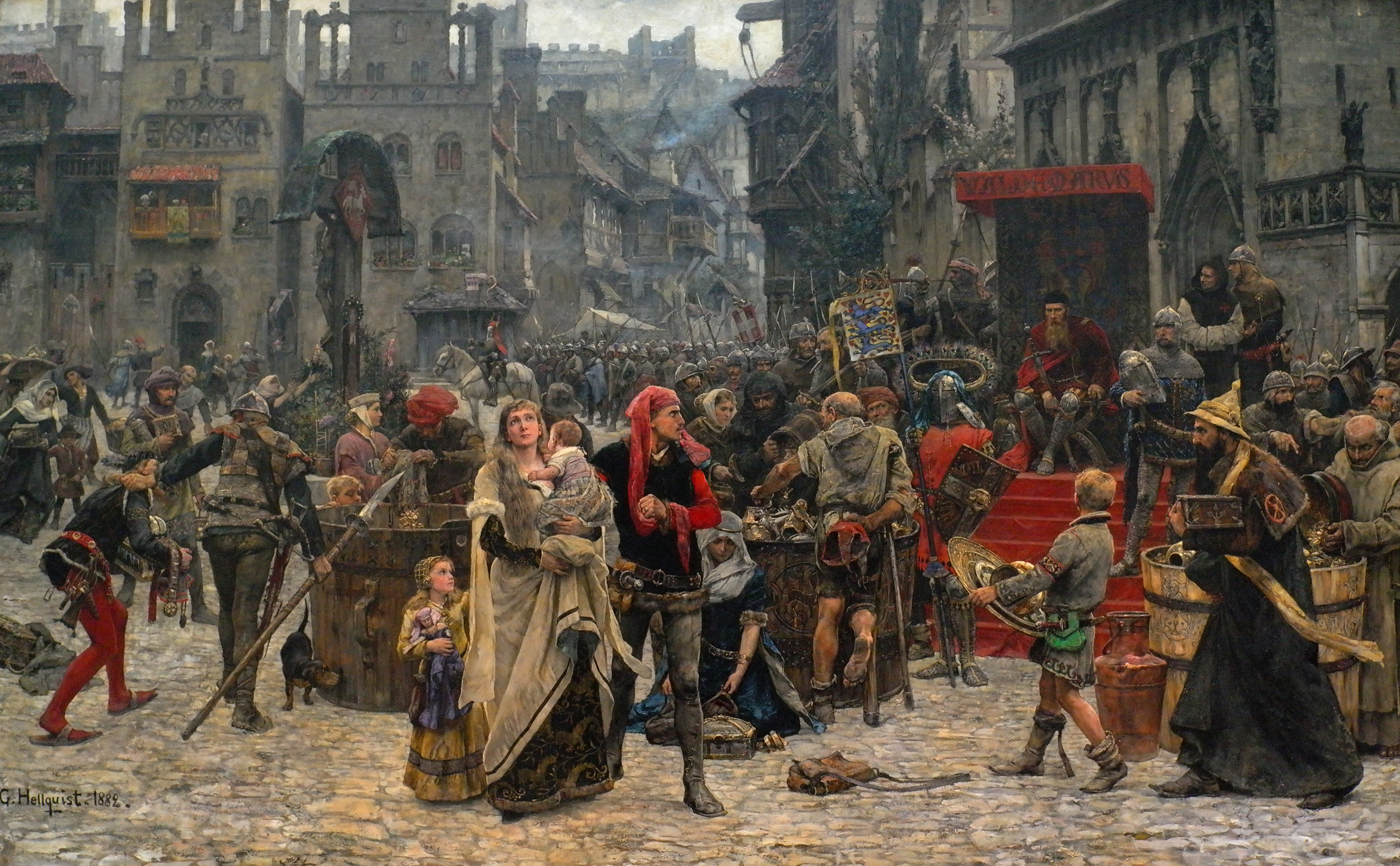
Valdemaro IV mette all'incanto la città di Visby - olio su tela di Carl Gustaf Hellqvist (1882).

Con Valdemaro IV (r. 1340–1375) la Danimarca trovò finalmente la guida sicura di cui era orfana dalla morte del pirata-crociato Valdemaro II. Il nuovo re riunificò il paese entro il 1348, lo resse con pugno di ferro durante la Peste Nera ed il successivo decennio di torbidi (anni 1350), ed entro il 1360, profittando delle contese familiari tra Magnus IV di Svezia (r. 1319–1364) e suo figlio Erik (r. 1356–1359), si riappropriò della Scania. L'anno dopo, sbarcò nel Gotland ed occupò la città anseatica di Visby, liberandola solo dietro pagamento d'un sontuoso riscatto. Catturò poi la promessa sposa del principe Haakon, figlio di Magnus, e la rimpiazzò con sua figlia Margherita, poi prese a taglieggiare le navi anseatiche in transito lungo l'Øresund. Gli Svedesi, oltraggiati, deposero Magnus e suo figlio (1364) e consegnarono la corona ad Alberto III di Meclemburgo (r. 1364–1389), degno erede di Alberto II "la Volpe" che ci mise poco ad organizzare una grande coalizione contro il Danese che andava ripercorrendo le gesta degli antichi Re del Mare. Ne seguì la guerra dano-anseatica (1361–1370) durante la quale venne sancita la nascita della Lega anseatica vera e propria (v.si Confederazione di Colonia), Copenhagen fu cinta d'assedio dalla Lega (1368) ed alla fine Valdemaro fu costretto a siglare il Trattato di Stralsund (1370) con il quale cedette ai mercanti tedeschi il controllo sui castelli del Øresund per mantenere il controllo sul Gotland.

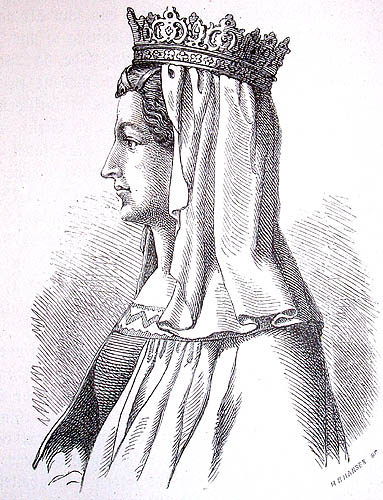
La regina Margherita I di Danimarca - ill. di Hans Peter Hansen in

Con la morte di Valdemaro, lo scacchiere baltico, scandinavo in generale, si complicò. Il trono danese passò (1376) al suo nipote cinquenne, Olav, figlio di Margherita ed Haakon, grazie agli intrighi di quest'ultima, a discapito delle mire di Alberto di Svezia-Meclemburgo ma con il supporto della Hansa. Per tutta risposta, Alberto distribuì lettere di corsa a dei capitani pirata, con buona probabilità rampolli della nobiltà meclemburghese impoveriti dalla Crisi, e li sguinzagliò contro la Danimarca. Data a questo momento il possente riaffermarsi della pirateria nel Baltico: un dispaccio anseatico del 14 marzo 1377 riferiva che lungo le coste baltiche erano attivi circa 200 pirati e tale numero salì a 400 un mese dopo! Bisognosi di contenere il fenomeno, i mercanti della Hansa armarono a proprie spese una pattuglia marittima nota come "Seebefriedung" ed organizzarono i mercantili in convogli, spesso finanziati sinergicamente tra mercanti di due o più città. Per contro però, i porti anseatici di Rostock e Wismar, controllati da Alberto, presero a ricettare i bottini pirata dei capitani meclemburghesi Arnd Stuke, Henning Mandüvel e Nikolaus Milies.
Nel 1380, alla morte di Haakon, il decenne Olav ereditò anche la corona norvegese, facendo così di sua madre la sovrana sia di Danimarca sia di Novergia. Alberto di Svezia-Meclemburgo risolse di chiudere temporaneamente la contesa con la temibile regina che, per parte sua, prese invece a guerreggiare con la Hansa per i diritti commerciali dell'Øresund, ricorrendo questa volta lei ai pirati come strumento di guerra indiretta al nemico. La mossa riuscì e la Lega negoziò con Margherita, rimpossessatasi della Scania ed allora risaputa sostenitrice di pirati, cui vennero felicemente riconsegnati i castelli dell'Øresund (1385) ceduti da suo padre a Stralsund. La pace dano-anseatica chiuse i rapporti tra Margherita e i pirati che, ormai organizzatisi nella confederazione che avrebbe poi preso il nome di Vitalienbrüder, continuarono però ad imperversare anche se ormai sprovvisti di lettere di corsa. La situazione era così grave che la Hansa, dopo aver reso noto ai suoi sudditi che chiunque avesse supportato i pirati o ne avesse ricettato i bottini sarebbe stato trattato alla stregua d'un pirata, incaricò Wulf Wulfram, figlio del Bertram Wulfram che aveva firmato la pace di Stralsund e già castellano delle rocche danesi dell'Øresund di guidare una flotta armata di moderni cannoni alla caccia dei predoni del Baltico, riuscendo infine, se non a debellarli, quanto meno a chiamare al tavolo delle trattative dei loro rappresentanti per siglare una pace (1386) che sarebbe durata sino al 1390.

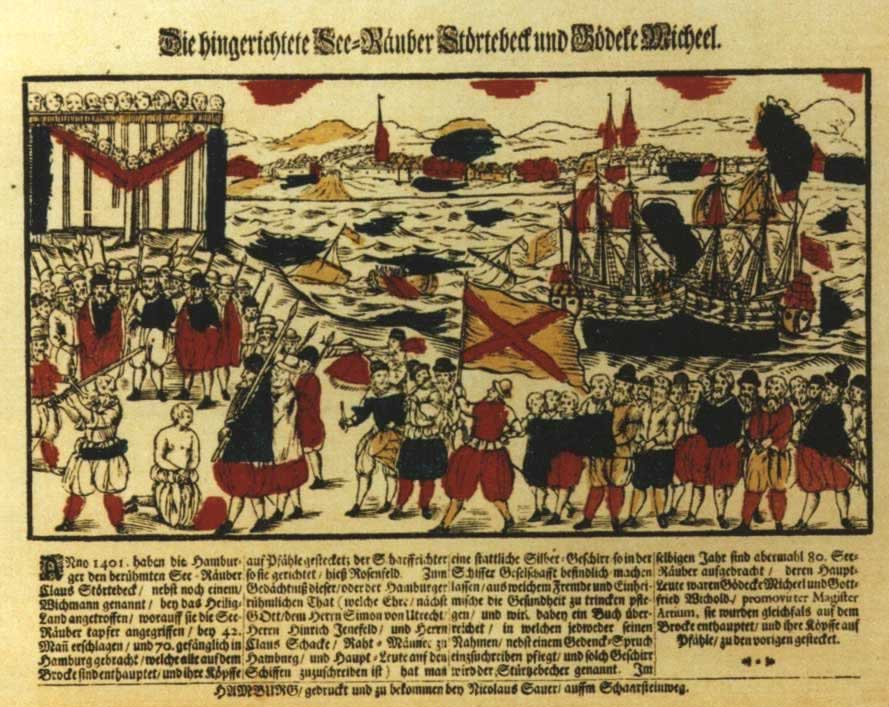
Vitalienbrüder - ill. in

Olav IV di Danimarca-Norvegia morì diciassettenne nel 1387, lasciando le corone alla madre Margherita che l'anno dopo (1388) ottenne anche quella di Svezia dalla nobiltà svedese desiderosa di sbarazzarsi dell'invadente Alberto di Meclemburgo. Questi nel frattempo riparò sul continente, raccolse truppe e tornò in dicembre in Svezia, venendo però sconfitto e catturato nella battaglia di Falköping (24 febbraio 1389). Margherita fu libera di sottomettere tutta la Svezia ad eccezione di Stoccolma che da quell'anno (1389) fu cinta d'assedio ma resistette grazie ai rifornimenti portatigli dalla confederazione pirata che proprio allora si guadagnò il nome di Vitalienbrüder. Con Alberto ormai prigioniero di Margherita, mente suo zio Giovanni von Stargard muoveva guerra ufficialmente (ed inutilmente) ai Danesi, il Meclemburgo ricorse sempre più massicciamente ai pirati, supportandoli e tornando a farne dei corsari (1390):
(Daenell 2001, p. 119.)
I porti di Rostock e Wismar tornarono allora (1391) a farsi banchi dei pegni della refurtiva pirata, oltre a fornire loro supporto logistico. I Vitalienbrüder presero allora ad attaccare indiscriminatamente tutte le navi che attraversavano il Baltico, razziandone il carico ed eliminandone l'equipaggio. La recrudescenza della pirateria mise in crisi la Hansa che cercò di mantenersi neutrale nel conflitto dano-meclemburghese, sopportando gravi danni al commercio nel 1392–1394, ma non lesinò dure punizioni alla pirateria: i pirati catturati erano stipati in barili sulle loro navi e portati a Stralsund per il patibolo. Anche Margherita risentì della stagnazione del traffico marittimo, poiché perse le sue considerevoli entrate doganali, mentre le sue navi furono catturate e distrutte, le città danesi rase al suolo dai pirati ed un vescovo in viaggio per il suo servizio fu imprigionato a Stoccolma. Nel 1393, i Vitalienbrüder, supportati da ingenti forze del Meclemburgo, saccheggiarono il porto norvegese di Bergen e, come di consueto, rivendettero il bottino a Rostock e Wismar. Nel dicembre di quell'anno, Margherita iniziò i negoziati di pace con gli Anseatici come mediatori tra le parti, mentre Stoccolma seguitava a resistere all'assedio danese grazie ai pirati. Proprio da Stoccolma salpò la flotta pirata, al comando di Albrecht von Pecatel, che conquistò Bornholm e Gotland nel 1394, facendone la base operativa per i Vitalienbrüder negli anni successivi.

#### Eradicazione della pirateria

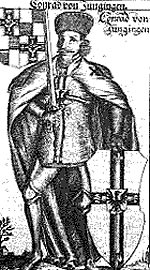
Konrad von Jungingen, Gran maestro dell'Ordine teutonico nel 1393–1407.

Con il trattato di Skanör e Falsterbo (20 maggio 1395), la Lega Anseatica, l'Ordine Teutonico, la Danimarca e il Meclemburgo sigillarono la cessazione delle ostilità. Il conflitto dano-meclemburghese seguitò però a ribollire. Nel Gotland, le forze meclemburghesi di Albrecht von Pecatel, stanziato a Visby, e quelle danesi di Sven Sture, che controllava il resto dell'isola, non cessarono d'affrontarsi, con i Vitalienbrüder dell'isola che si divisero in due fazioni accettando di combattere per ambo le parti! Nell'estate del 1396, il figlio di Alberto, Eric, capo riconosciuto dei pirati, sbarcò a Gotland e sconfisse Sture entro la primavera del 1397. Nello stesso anno, l'Unione di Kalmar ratificò però il controllo di Margherita su tutti i troni della Scandinavia unita, vanificando in via definitiva le speranze di Alberto di rimettere le mani sul trono svedese.
L'eradicazione della pirateria diffusasi a macchia d'olio nel Baltico sembrava sempre più problematica. Addirittura il duca Barnim VI di Pomerania risolse di farsi pirata ed allearsi ai Vitalienbrüder per condividerne le fortune. Avviò proprio nel 1395 un conflitto con la città anseatica di Rostock e nel 1398 si accordò con i Teutonici per proseguire la pirateria ma non come alleato dei Vitalienbrüder.
La prematura morte di Eric di Meclemburgo a Gotland lasciò l'isola della mani di Sture che pensò bene di mettersi a capo dei pirati. La situazione, a questo punto, degenerò in «un'ondata di pirateria totale e incontrollabile.» I Vitalienbrüder, guidati da Sture, presero il controllo completo dell'isola e iniziarono una guerra pirata contro ogni commerciante che viaggiava nel Mar Baltico. Il Gran maestro dei teutonici, Konrad von Jungingen (in carica 1393–1407), scrisse che ad ogni pirata fu allora concessa la residenza gratuita nelle campagne e nei castelli di Gotland, Landeskrone e Sleyt, purché spartisse metà del suo bottino con Sture e con la vedova di Eric, Sofia di Pomerania. Fu allora proprio von Jungingen, preoccupato per gli attacchi dei pirati ai domini teutonici in Prussia e Livonia, oltre che del potere ammassato da Margherita, a sbloccare la situazione. Nel 1398 armò una flotta (84 navi, 4.000 soldati e 400 cavalli), raggiunse Gotland, devastò i dintorni di Visby, ne scacciò i pirati ed occupò l'isola come pegno/feudo riconosciutogli da Giovanni IV di Meclemburgo-Schwerin a discapito di Sture.
All'inizio del XV secolo, lo Stato monastico dei Cavalieri Teutonici fu, regnante il Gran maestro von Jungingen, all'apice del suo potere. La marina teutonica governava il Mar Baltico dalle basi in Prussia e Gotland e le città prussiane fornivano entrate fiscali sufficienti a mantenere una forza permanente significativa composta da cavalieri teutonici veri e propri, dal loro seguito, dalle leve contadine prussiane e da mercenari tedeschi. Fu in un simile contesto che «le flotte di Lubecca [i.e. Anseatiche] e prussiana [i.e. Teutoniche] cacciarono vigorosamente i pirati, tanto che il Mar Baltico fu completamente ripulito nel 1400.» La successiva cessione del Gotland dai Teutonici alla regina Margherita (1405) sancì l'avvenuta eradicazione dei Vitalienbrüder dalle acque del Baltico. Gli atti di pirateria, guerra di corsa se vogliamo, stavano però proseguendo: il sopracitato Barnim di Pomerania combatté come corsaro per il Meclemburgo contro Lubecca sino alla sua morte di peste nel 1405.

## Le navi

### Alto Medioevo

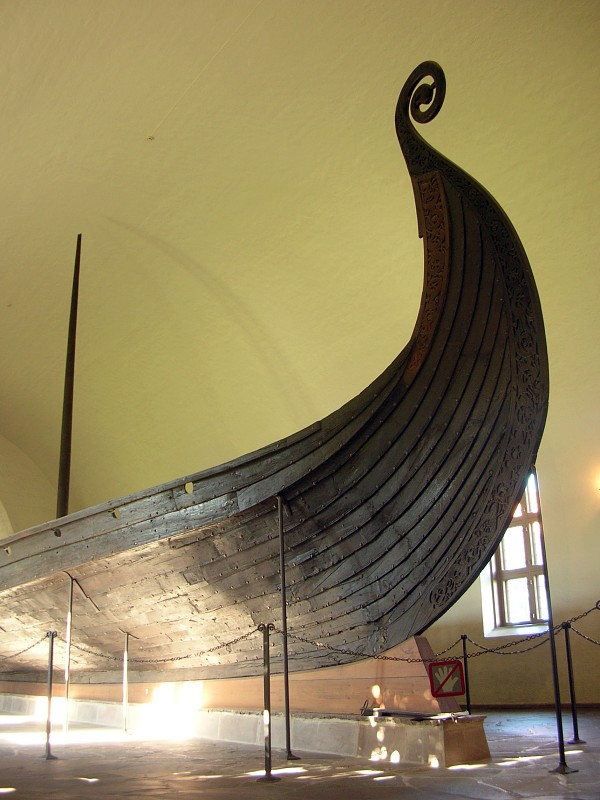
Prua della nave di Oseberg - Museo delle navi vichinghe di Oslo.

Le navi vichinghe costituivano, nel VIII secolo, la punta della tecnologia navale dell'epoca e fornirono ai norreni notevoli vantaggi sui rivali. Erano navi non solo veloci ma anche capaci di navigare in acque basse e attraccare praticamente ovunque. Non necessitando di porti veri e propri, le longship permettevano ai vichinghi di esplorare, saccheggiare e/o migrare liberamente in nuovi territori, nonché commerciare con piccoli insediamenti sulle coste e lungo i fiumi.
La propulsione mista remi-e-vela garantì alle navi norrene grande manovrabilità nei fiumi oltre che in ampi specchi d'acqua e nelle battaglie navali (anche per eventuali fughe impellenti!). Gli scafi erano composti d'assi sovrapposte collegate le une alle altre a creare una superficie esterna solida e leggera necessitante d'un telaio poco pesante e creante un effetto aliscafo che riduceva la resistenza idrodinamica e aumentava la velocità. Oltre a essere più veloci (15 nodi di velocità massima per le drekar), le navi norrene potevano anche essere agevolmente trasportate sulle strisce di terra fra due corsi/specchi d'acqua, caratteristica che ebbe un ruolo fondamentale nella realizzazione delle vie commerciali che i vichinghi stabilirono attraverso la Russia, fino al Mar Nero ed al Medioriente.
Le due imbarcazioni vichinghe più diffuse erano: le già citate drekar/drakkar e le knarr. Le prime, utilizzate per le esplorazioni e le guerre, erano studiate per essere veloci e maneggevoli, equipaggiate di remi per essere indipendenti dalla propulsione velica, con scafo lungo (anche 25 m) e stretto e un moderato pescaggio per sbarcare truppe in acque basse. Le knarr invece erano navi mercantili, più lente ma con una maggior capacità di carico (122 t contro le 20-25 t di un drekar), disegnate con uno scafo corto e largo (16x4,6 m) e un profondo pescaggio.
L'esempio ed il successo delle navi vichinghe spinse le popolazioni che con i pirati/mercanti norreni avevano più contatti, come appunti gli Slavi ed i Balti, ed emularne il modello: es. a Danzica è stata rinvenuta una longship vichinga della prima metà del X secolo realizzata da maestri d'ascia slavi.

### Basso Medioevo
I Danesi (come i Norvegesi) utilizzarono l'evoluzione tarda della versatile longship (ottima per spostare truppe e sbarcarle, valida sia per la navigazione in mare sia tra fiumi e lagune), la snäcka, fino al XIV secolo. Differiva dal modello classico del drekar semplicemente per il fatto che il timone non era più a remo ma a perno ed era fissato al dritto di poppa, evoluzione introdotta dalla nuove navi mercantili degli Anseatici (v.si seguito).
Nel generale contesto di sviluppo dei traffici che caratterizza il Basso Medievo, il design della longship norrena, ottimo legno da combattimento, si rivelò pessimo da un punto di vista commerciale. Nel XII secolo era fondamentale la capacità di carico e, probabilmente per questo motivo, drekar e knarr scomparvero dagli arsenali continentali europei, votati al commercio.

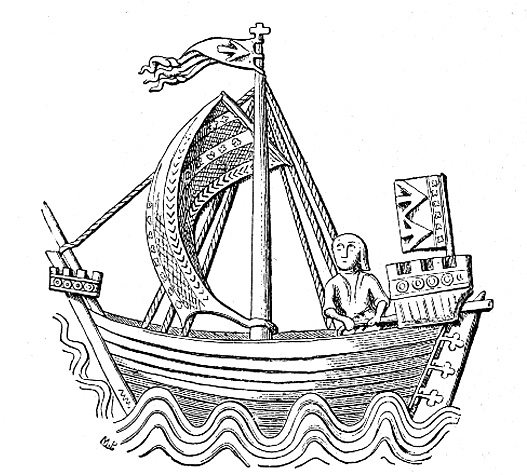
Una cocca, guarnizione di Stralsund.

Sviluppata nel X secolo, presumibilmente dal modello dello knarr norreno, e massicciamente diffusasi nel XII secolo, la cocca aveva anch'essa propulsione mista remi-e-vela. Di forma "rotonda" (c.d. "Round-ship"), era lunga 15–25 m e larga 5–8 m, con stazza massima di 200-300 t. L'unico albero era armato a vela quadra, il timone, come anticipato, era a perno e montato sotto il dritto di poppa e l'opera morta era molto alta per permetterle di meglio affrontare la navigazione in mare aperto.
Originaria della Frisia, nacque come un legno di grandi dimensioni utilizzato per la tranquilla traversata del Limfjorden ma quando questo fu ostruito per l'accumulo di sabbia e detriti nel XII secolo, le cocche furono rimpiccolite per affrontare la pericolosa traversata del capo di Skagen, divenendo robusti mercantili capaci di attraversare anche i passaggi più pericolosi: il perfetto cavallo di battaglia dei mercanti della Lega anseatica. I castelli di prua e di poppa sarebbero stati aggiunti per la difesa contro l'abbordaggio, seppur il castello di poppa o cassero offrisse anche più spazio di carico alla stiva fungendo da alloggio per l'equipaggio e per il timone, consentendo l'uso delle cocche in guerra e migliorandone la difesa contro i pirati. I castelli, unitamente all'altezza dell'opera morta, garantirono alla cocca la supremazia sulle snäcka norrene nella battaglia navale vera e propria, portando al loro definitivo abbandono: es. durante la summenzionata battaglia di Bergen del 1393, le longship danesi nulla poterono contro la cocca dei Vitalienbrüder. Per contro, nelle battaglie fluviali, la longship seguitò ad essere utilizzata da Russi e Lituani per rallentare la penetrazione dei crociati nell'entroterra baltico.

### Fonti
- (LA) Adamo da Brema, Gesta Hammaburgensis ecclesiae pontificum, XI secolo.
- (LA) Eginardo [et al.], Annales Regni Francorum. ed. (DE) Friedrich Kurze (a cura di), Annales regni Francorum (741-829) qui dicuntur Annales Laurissenses maiores et Einhardi, collana Scriptores rerum germanicarum in usum scholarum, vol. 6, Post editionem G. H. Pertzii, Hannover, 1950  [1895].
- (LA) Saxo Grammaticus, Gesta Danorum, XIII secolo.
- (LA) Enrico di Livonia, Heinrici Chronicon Lyvoniae [Cronaca di Enrico di Livonia], XIII secolo. ed. (LA) Heinrici Chronicon Lyvoniae, Monumenta Germaniae Historica. Scriptores rerum Germanicarum, n. 31, Hannover Hahn, 1955  [1874].
- (LA) Arnoldo di Lubecca, Arnoldi chronica Slavorum, XIII secolo. ed. (LA) Arnoldi chronica Slavorum, Monumenta Germaniae Historica. Scriptores rerum Germanicarum, n. 14, Hannover Hahn, 1978  [1868], ISBN 3-7752-5307-6.
- (DA) Arrild Huitfeldt, Danmarckis Rigis Krönicke fra Kong Dan den förste oc indtil Kong Knud den 6, 2 t. (8 v.), Moltken, 1650.
- (DE) Hansischer Geschichtsverein (a cura di), Hanserecesse. Die Recesse und andere Akten der Hansetage 1256–1430, I, 2-4, Leipzig, Dunker & Humblot, 1872–1877.

### Studi
Studi pre-1950
- (EN) David K. Bjork, Piracy In The Baltic, 1375-1398, in Speculum, 1943,  pp. 39-68.
- (EN) Johannes Steenstrup, Danmarks Riges Historie, 1. Oldtiden og den ældre Middelalder, København, 1904.
- (EN) W.K. Matthews, Medieval Baltic Tribes, in American Slavic and East European Review, vol. 8, n. 2, aprile 1949,  pp. 126-136.
- (EN) James Westfall Thompson, Early Trade Relations Between the Germans and the Slavs, in The Journal of Political Economy, 1922,  pp. 534-558.

Studi post-1950
In italiano
- Eric Christiansen, Le crociate del Nord. Il Baltico e la frontiera cattolica (1100-1525), traduzione di Donatella Levi, Il Mulino, 2016  [1980], ISBN 978-88-15-26604-0.
- Gwyn Jones, I vichinghi, traduzione di Celso Balducci, 2. ed, Newton Compton Editori, 1978  [1973], ISBN 9780192158826.
- Massimo Montanari, Storia medievale, 7ª ed., Laterza, 2006, ISBN 978-88-420-6540-1, SBN AQ10081962.
- William Urban, I Cavalieri Teutonici: Storia militare delle Crociate del Nord, traduzione di Rossana Macuz Varrocchi, Libreria Editrice Goriziana, 2006  [2003], ISBN 978-88-86-92899-1.

In altre lingue
- (DE) Birgit Bachmann e Stefan R. Müller, Piraten in Norddeutschland [Pirates in North Germany], in Blinde-Kuh.de, 2002,  p. 3 (archiviato dall'url originale il 10 febbraio 2013).
- (DE) Jörgen Bracker, Klaus Störtebeker – Nur einer von ihnen. Die Geschichte der Vitalienbrüder, in Ralf Wiechmann (a cura di), Klaus Störtebeker: ein Mythos wird entschlüsselt, Paderborn/Monaco di Baviera, Fink, 2003,  pp. 9-59, ISBN 3-7705-3837-4.
- (DE) Philippe Dollinger, Die Hanse, traduzione di Hans Krabusch [e] Marga Krabusch, Kröners Taschenbuchausgabe, vol. 371, Stuttgart, Kröner, 1998  [1966], ISBN 3-520-37105-7.
- (DE) Ernst Daenell, Die Blütezeit der deutschen Hanse: hansische Geschichte von der zweiten Hälfte des XIV. bis zum letzten Viertel des XV. Jahrhunderts, 3. ed., Berlino, de Gruyter, 2001, ISBN 3-11-017041-8.
- (EN) Vivian Etting, Queen Margrete I (1353-1412) and the Founding of the Nordic Union, The Northern World, vol. 9, Brill, 2004, ISBN 9004136525.
- (EN) Gunter Faure e Teresa Mensing, The Estonians; The long road to independence, Lulu.com, 2012, ISBN 978-11-05-53003-6.
- (DE) Joachim Herrmann, Die Slawen in Deutschland, Berlino, Akademie-Verlag, 1985  [1970].
- (EN) Angus Konstam, Piracy–The Complete History from 1300 BC to the Present Day, Lanham, Maryland, Rowman & Littlefield, 2011,  pp. 27-28, ISBN 9780762768356. URL consultato il 28 gennaio 2022.
- (EN) Kurt Villads Jensen, Crusading at the Edges of Europe: Denmark and Portugal c.1000 - c.1250, Taylor & Francis, 2016, ISBN 978-13-17-15670-3.
- (EN) David Lindholm e David Nicolle, Scandinavian Baltic Crusades 1100-1500, Men at Arms, n. 436, Osprey Publishing, 2007, ISBN 978-1-84176-988-2.
- (DE) Boy Lornsen, Klaus Störtebeker: Gottes Freund und aller Welt Feind, Amburgo, Carlsen Verlag GmbH, 2005, ISBN 978-3-551-35447-1.
- (EN) Kersti Markus, Visual Culture and Politics in the Baltic Sea Region, 1100-1250, BRILL, 2020, ISBN 978-90-04-42617-7.
- (EN) Anu Mänd; Marek Tamm, Making Livonia: Actors and Networks in the Medieval and Early Modern Baltic Sea Region, Routledge, 2020, ISBN 978-10-00-07693-6.
- (EN) Dirk Meier, Seafarers, Merchants and Pirates in the Middle Ages, traduzione di Angus McGeoch, Woodbridge, Suffolk, England, Boydell Press, 2006, ISBN 9781843832379. URL consultato il 28 gennaio 2022.
- (EN) Alan V. Murray, Crusade and Conversion on the Baltic Frontier 1150–1500, Taylor & Francis, 2017, ISBN 978-13-51-94715-2.
- (EN) Alan V. Murray, The Clash of Cultures on the Medieval Baltic Frontier, Routledge, 2016, ISBN 978-13-51-89260-5.
- (EN) David Nicolle, Forces of the Hanseatic League: 13th–15th Centuries, Men at Arms, n. 494, Osprey Publishing, 2014, ISBN 978 1 78200 779 1.
- (DE) Matthias Puhle, Die Vitalienbrüder: Klaus Störtebeker und die Seeräuber der Hansezeit, 2. ed., Francoforte, Campus Verlag, 1994.
- (EN) Anti Selart, Livonia, Rus' and the Baltic Crusades in the Thirteenth Century, BRILL, 2015, ISBN 978-90-04-28475-3.
- (DE) Ralf Wiechmann, Günter Bräuer e Klaus Püschel, Klaus Störtebeker: ein Mythos wird entschlüsselt, Monaco di Baviera, Fink Wilhelm GmbH + Co.KG, 2003, ISBN 978-3-770-53837-9.
- (DE) Dieter Zimmerling, Störtebeker & Co.: die Blütezeit der Seeräuber in Nord- und Ostsee, Amburgo, Verlag Die Hanse, 2000, ISBN 3-434-52573-4.